# État présent de la noblesse belge
De État présent de la noblesse belge is een Franstalige genealogie van de Belgische adellijke families, in alfabetische volgorde, tot het jaar van publicatie van de staat. De reeks is geen officiële staatspublicatie, maar een jaarlijkse uitgave in eigen privaat beheer.

## Vijf opeenvolgende reeksen
De publicatie is een vervolg op de Annuaire de la noblesse de Belgique die tussen 1847 en 1950 in 104 delen verscheen. De nieuwe publicatie werd in 1960 opgericht onder de naam État Présent de la Noblesse du Royaume de Belgique. Dit Belgische adelsboek verschijnt alleen in het Frans. Tot en met 2014 verschenen elk jaar twee delen. Het is het equivalent voor wat betreft de Belgische adel van wat het Nederland's Adelsboek is voor de Nederlandse adel en van gelijkaardige werken, onder meer met betrekking tot Britse, Duits-Oostenrijkse en Franse adel.
- De eerste reeks verscheen van 1960 tot 1970 (22 volumes),
- de tweede reeks van 1971 tot 1983 (26 volumes),
- de derde reeks van 1984 tot 2002 (36 volumes). Deze derde, zogenaamd historische reeks, gaf een overzicht van alle personen die tot dan toe, sinds 1815, tot de Belgische adel behoorden en bevatte ook notities over de families die sinds toen waren uitgestorven.[2] Een algemene index verscheen in 2002.
- de vierde reeks van 2003 tot 2014 (26 volumes). Ze gaf opnieuw de geactualiseerde en bijgewerkte genealogische toestand van de Belgische adellijke families. De uitgestorven families werden alleen nog met hun naam en jaar van uitdoven vermeld. Ook van de nog bestaande families werden de gegevens over de vroegere generaties minder uitgebreid gegeven en werd naar vroegere uitgaven verwezen.[bron?] In december 2014 verscheen een algemene index op deze reeks. In 2015 verscheen nog een 26ste deel waarin alle families werden opgenomen die door Albert II een adellijke gunst hadden ontvangen en niet waren opgenomen in de eerste 24 delen van de reeks.
- De vijfde reeks verschijnt sinds 2017 en is vrijwel gelijk van opzet als de vierde maar is nu een jaarlijkse uitgave in plaats van twee delen per jaar.[bron?] Uitgedoofde families of familietakken zijn niet meer hernomen en moeten in de twee voorgaande reeksen worden opgezocht.[bron?] Adressen van levende personen worden niet meer vermeld en er wordt hiervoor verwezen naar de jaarlijkse adresboeken 'Carnet Mondain' die zijn medewerking aan deze reeks verleent, en 'High Life de Belgique'.

De vertrekbasis hierbij vanwege de auteurs is zich telkens enkel te baseren op de gegevens van de burgerlijke stand, zonder rekening te houden met familiale versies die hiervan zouden afwijken.
Voor elke familie wordt, voorafgaand aan de genealogie, een korte notitie gegeven met de oorsprong van de adelsverheffing en de beschrijving van het wapen, gevolgd door een beknopte bibliografie.

## Auteurs
De reeksen, in een eerste fase het werk van een informele vriendengroep, werden sinds 1971 uitgegeven door de vzw État Présent des Familles a.s.b.l., die gevestigd is in Brussel.
De voornaamste auteur vanaf 1960 tot 2003, was de stichter van de reeks, jonkheer Oscar Coomans de Brachène (1915-2003). De stichters in 1960 van de État présent waren, naast Coomans, jonkheer José Anne de Molina (1925-2020), ridder Xavier de Ghellinck d'Elseghem Vaernewyck (1921-2001), graaf Georges de Hemptinne (1927-2011) en graaf Michel de Kerchove de Denterghem (1925-1980). De drie eerste reeksen werden op de uitsluitende naam van Coomans uitgegeven. Hij werd voornamelijk bijgestaan in zijn opzoekingswerk door Georges de Hemptinne, die tot aan zijn dood medewerking verleende.
Voor de vierde reeks, trad, na het overlijden van Oscar Coomans de Brachène, vanaf 2004 graaf Humbert de Marnix de Sainte Aldegonde (°1945) als auteur op. Tot en met de  publicaties in 2007, werd Oscar Coomans nog mee als auteur vermeld. Met de afsluiting van deze reeks beëindigde de Marnix zijn medewerking aan de EPN. De medewerking aan die reeks wordt vermeld van Georges de Hemptinne (tot 2011) en van Véronique de Goussoncourt (°1947) (vanaf 2003).
Voor de vijfde reeks, waarvan het eerste deel verscheen in 2017, zijn er aanvankelijk drie hoofdauteurs en wordt een vijftal medewerkers vermeld. De hoofdauteurs zijn jonkheer Bertrand Maus de Rolley (°1945), baron Jean-Claude de Troostenbergh (°1951) en prins Charles-Louis de Merode (°1948). Vanaf 2021 zijn het alleen nog de twee eersten.